# Distrito de Riga
El distrito de Riga (en letón: Rigas rajons) era uno de los 26 distritos de Letonia, situado entre las regiones históricas de Zemgale y Vidzeme, en el centro del país. Las ciudades administrativamente independientes de Riga y Jūrmala se encontraban enclavadas en el distrito. Limitaba al oeste con el distrito de Tukuma, al sur con los distritos de Jelgava, Bauskas, y Ogres, al este con el de distrito de Cēsu y al norte con el distrito de Limbaziu y el Golfo de Riga. El distrito abarcaba un área de 3058 km ² y contaba con una población de 167.774 habitantes en 2008.  
El distrito de Riga era una de los mayores de Letonia, tenía una gran importancia estratégica y poseía una de las infraestructuras más desarrolladas del Estado, en él convergían las diez autopistas y las seis líneas de ferrocarril más importantes del país.

## Historia
En el distrito de Riga se encuentra uno de los primeros asentamientos humanos que se conocen en la actual Letonia, datado en el siglo X a. C.. A lo largo de la historia las ciudades del distrito de Riga tuvieron sus resurgimientos y recesiones causadas por las guerras y los disturbios. La región fue ocupada por cruzados alemanes y ejércitos suecos, polacos, prusianos, alemanes y rusos. 
La geografía del distrito se encuentra jalonada por más de 300 monumentos de importancia cultural e histórica que están en la lista de la protección del patrimonio cultural, que dan fe de los acontecimientos más importantes de la historia local. Las razones del rápido desarrollo del distrito de Riga se encuentran en su posición geográfica, sus recursos humanos y naturales, y el rico patrimonio cultural e histórico. Por las mismas razones, esta región es atractiva para el turismo, la recreación y los viajes de negocios.

## Demografía
Con 167.774 habitantes en 2008, el distrito de Riga es el más poblado del país y sólo se encuentra por detrás de la ciudad de Riga. Su densidad de población es de 53.3 habitantes por km². La composición de la población del distrito es semejante a la del resto del Estado, y refleja el legado de las grandes migraciones que se produjeron durante la ocupación rusa desde otras repúblicas ex soviéticas. Su población es mayoritariamente de origen letón, 109.247 habitantes, lo que supone un 65.1%. La gran minoría rusa está compuesta por 40.077 personas que suponen el 23.9%. Las restantes nacionalidades se encuentran muy alejadas de estos porcentajes, así tenemos que hay; 5.973  bielorrusos, un 3.6%; 4.015 ucranianos, un 2,4%; 2.734 polacos, un 1,6%; 1.616 lituanos, un 1%.

## Medio natural

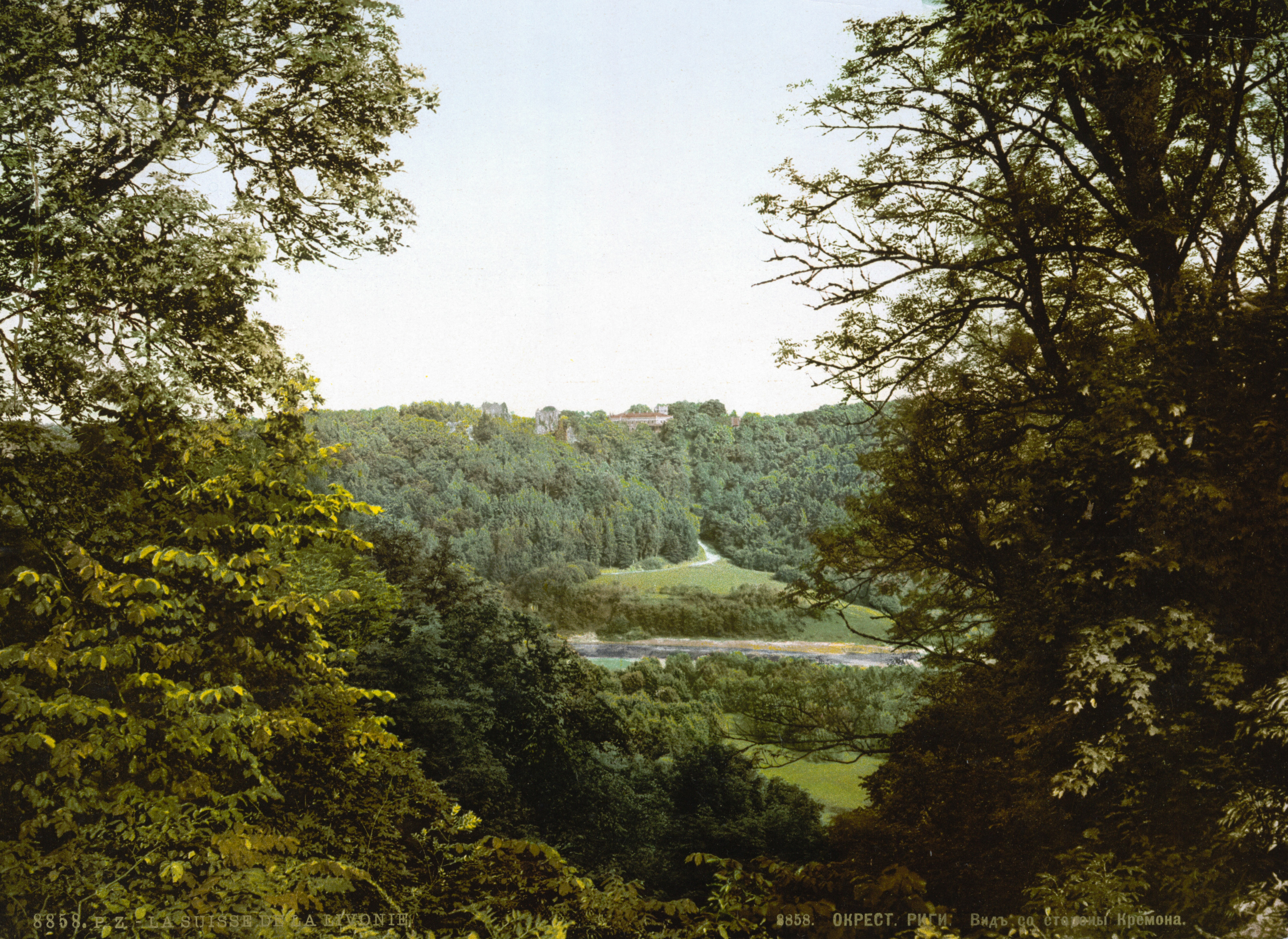
Vista al Distrito de Riga desde Sigulda.

La mayor parte de la región está situada en las llanuras arenosas de Riga, que están cubiertas por pinares, campos y marismas, típicas de las tierras bajas de litoral. En la parte norte, existen colinas y muchos lagos formados entre ellas. Hay 132 lagos en la región de Riga, los más grandes son los lagos Babīte, Lielais Baltezers, Mazais Baltezers, Dūņu y Lilaste. El distrito también está atravesada por tres importantes ríos de Letonia, el Daugava, el Lielupe y el Gauja. 
La noreste del distrito de Riga está cubierto por el más grande de bosques caducifolios en Letonia. El parque nacional de Gauja es parte de estos bosques y tiene más que 900 tipos de plantas, 48 especies de mamíferos y 149 especies de aves.

## Ciudades
El condado posee siete ciudades; Salaspils, está próxima a Riga y es sede de muchos institutos de investigación; Olaine, es un centro de industria química; Sigulda, principal atracción turística con hermosos paisajes y un castillo del siglo XIII; Baldone; Baloži; Saulkrasti y Vangaži.
Además hay 16 municipios rurales (pagasti): Adazi, Allaži, Babits, Carnikava, Daugmale, Garkalne, Inčukalns, Krimulda, Ķekava, Mālpils, Marupe, Olaine, Ropaži, Salas, Sigulda, Stopiņi.